# Schwickershausen (Bad Camberg)

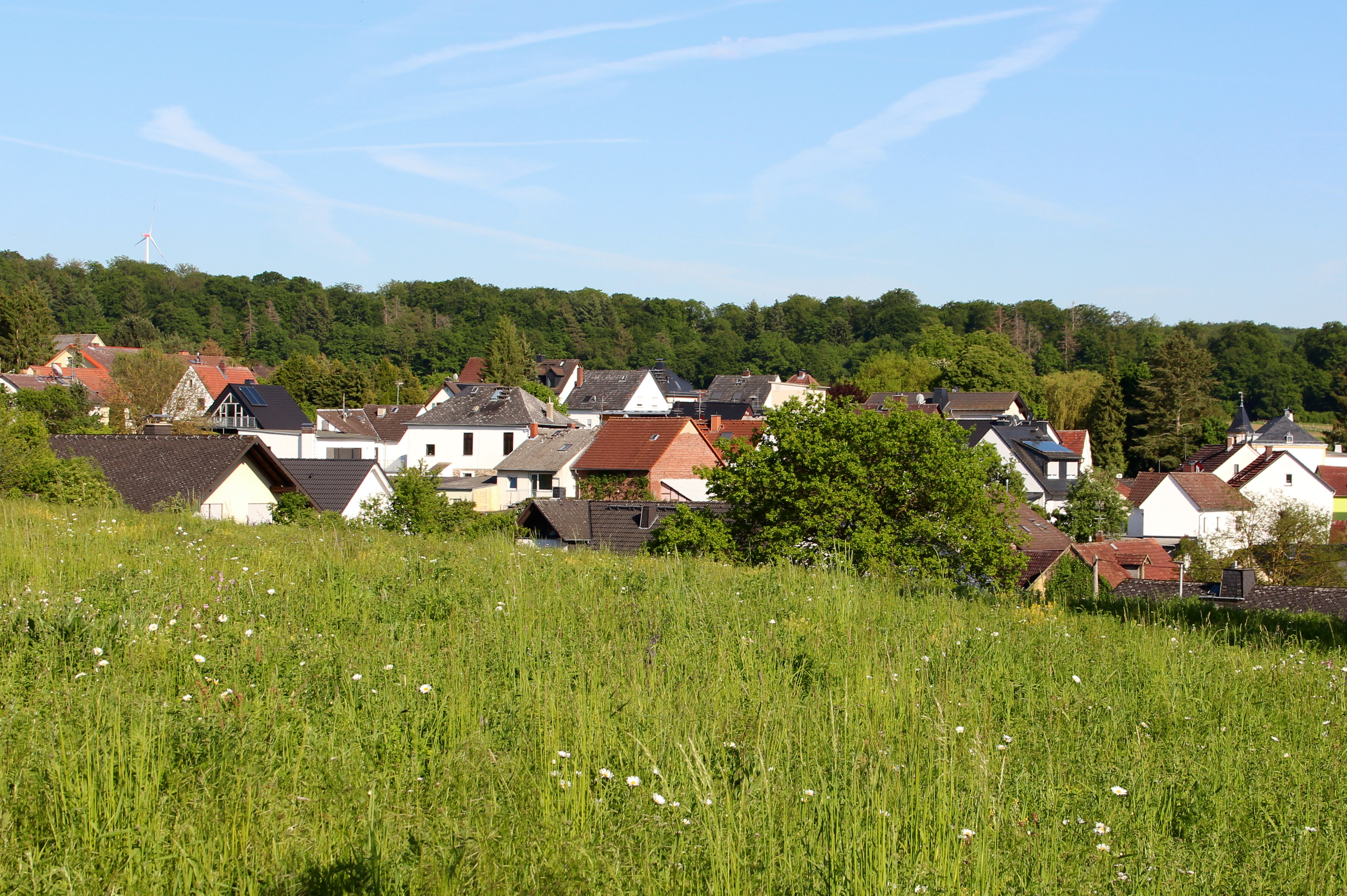
Blick auf Schwickershausen

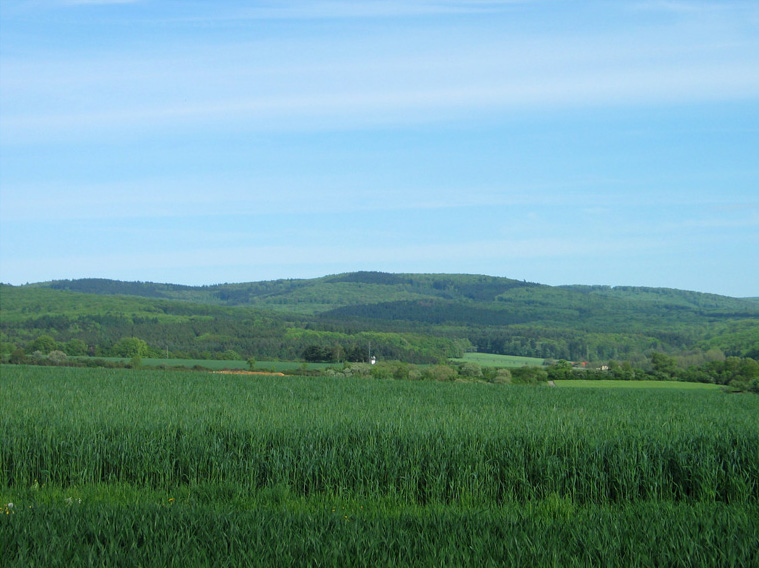
Kuhbett, von Nordosten gesehen

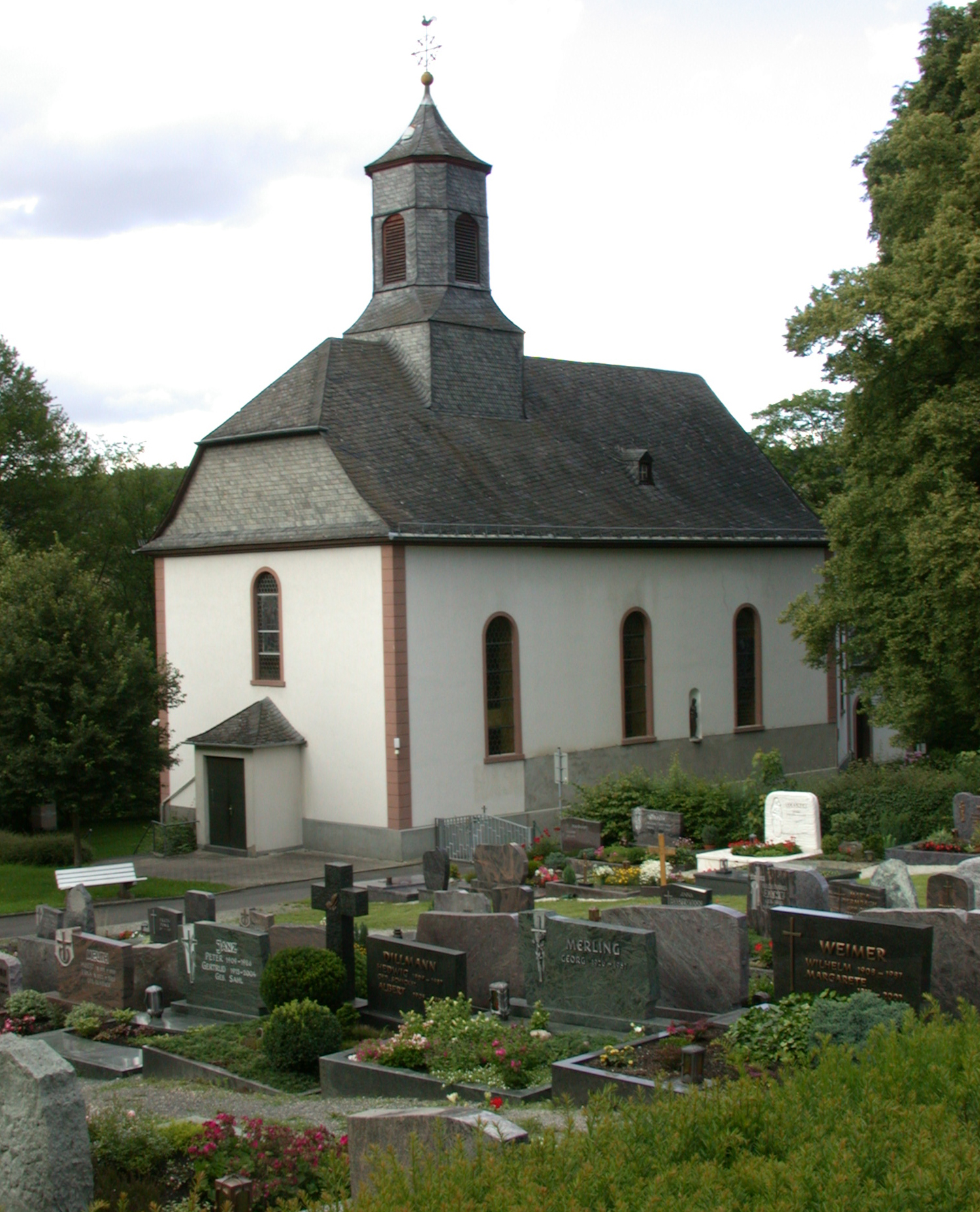
Pfarrkirche St. Georg, im Vordergrund der Friedhof

Schwickershausen ist ein Stadtteil von Bad Camberg im mittelhessischen Landkreis Limburg-Weilburg. Schwickershausen ist mit rund 550 Einwohnern der zweitkleinste Stadtteil Bad Cambergs.

## Geographische Lage
Schwickershausen liegt rund drei Kilometer nordöstlich des Zentrums von Bad Camberg im Dombachtal, einem Seitental des Goldenen Grundes am Fuß des Kuhbetts im östlichen Hintertaunus. Die Kreisstadt Limburg an der Lahn liegt rund 18 Kilometer nordwestlich.
Die Gemarkung ist in Südwest-Nordost-Richtung gestreckt. Sie grenzt im Norden an Erbach und im Süden an die Kernstadt Bad Camberg sowie am Kuhbett im Nordosten an einem Punkt an Hasselbach und damit an den Hochtaunuskreis. Die Gemarkungsfläche wird von etwas Wald und vor allem landwirtschaftlicher Fläche eingenommen. Nahe am Kuhbett erreicht es bis zu 520 Meter, im Westen der Gemarkung rund 320 Meter. Die Ortschaft Schwickershausen selbst liegt auf 266 Metern Höhe. Geologisch wird das Gelände von schieferhaltiger Grauwacke mit Quarzgängen dominiert.

## Geschichte

### Ortsgeschichte
Die älteste bekannte urkundliche Erwähnung des Ortes erfolgte im Jahr 1276 als „Swikirhusin“. Die Nennung erfolgte in einer auf den 18. September 1276 datierten Urkunde, in der Theoderich, der Abt des Klosters Maria Laach festlegte, dass das Dorf Schwikirhusin dem Kloster Seligenstatt im Westerwald 30 Malter Getreide zu liefern habe. Im Zentrum des alten Ortskerns liegt das ehemalige Hofgut. Einen zweiten Siedlungskern stellen Mühle und Kirche auf der gegenüberliegenden Seite des Dombachs dar.
Die ersten Anordnungen der Verhütung eines Brandes im Zusammenhang mit häuslichen Feuerstätten in Textform im Kurfürstentum Trier vom 9. Mai 1721 führten auch in Schwickershausen zu erheblichen Verbesserungen der Bauweise der Gebäude.
Im Jahr 1835 erhielt der Ort ein eigenes Schulhaus, in dem bis 1968 unterrichtet wurde. Im Jahr 1840 bildete Schwickershausen zusammen mit Dombach eine eigenständige katholische Pfarrei. Zum 1. Januar 2012 wurde die Doppelpfarrei Dombach-Schwickershausen in die neue Pfarrei St. Peter und Paul integriert, die alle heutigen Bad Camberger Stadtteile umfasst.
Im Jahr 1891 wurde die in das Dorf führende Straße zur Durchgangsstraße in das Weiltal verlängert. 1904 erhielt das Dorf eine zentrale Wasserversorgung.
In den 1960er Jahren entstanden zwei Neubaugebiete. 2001 wurde das Dorfgemeinschaftshaus saniert und erweitert.
Hessische Gebietsreform (1970–1977)
Die Eingemeindung als Stadtteil nach Bad Camberg erfolgte zum 1. Juli 1974 im Zuge der Gebietsreform in Hessen kraft Landesgesetz.
Für den Stadtteil wurde ein Ortsbezirk eingerichtet.

### Verwaltungsgeschichte im Überblick
Die folgende Liste zeigt die Staaten und Verwaltungseinheiten, denen Schwickershausen angehört(e):
- vor 1803: Heiliges Römisches Reich, Amt Camberg (Kurfürstentum Trier, Unteres Erzstift und Fürstentum Diez jeweils zur Hälfte)
- ab 1803: Heiliges Römisches Reich, Fürstentum Nassau-Weilburg,[Anm. 2] Amt Camberg
- ab 1806: Herzogtum Nassau,[Anm. 3] Amt Camberg
- ab 1816: Herzogtum Nassau, Amt Idstein
- ab 1849: Herzogtum Nassau, Kreisamt Idstein[Anm. 4]
- ab 1854: Herzogtum Nassau, Amt Idstein
- ab 1867: Norddeutscher Bund,[Anm. 5] Königreich Preußen,[Anm. 6] Provinz Hessen-Nassau, Regierungsbezirk Wiesbaden, Untertaunuskreis[Anm. 7]
- ab 1871: Deutsches Reich, Königreich Preußen, Provinz Hessen-Nassau, Regierungsbezirk Wiesbaden, Untertaunuskreis
- ab 1886: Deutsches Reich, Königreich Preußen, Provinz Hessen-Nassau, Regierungsbezirk Wiesbaden, Kreis Limburg
- ab 1918: Deutsches Reich (Weimarer Republik), Freistaat Preußen, Provinz Hessen-Nassau, Regierungsbezirk Wiesbaden, Kreis Limburg
- ab 1944: Deutsches Reich, Freistaat Preußen, Provinz Nassau, Landkreis Limburg
- ab 1945: Amerikanische Besatzungszone, Groß-Hessen, Regierungsbezirk Wiesbaden, Landkreis Limburg
- ab 1946: Amerikanische Besatzungszone, Land Hessen, Regierungsbezirk Wiesbaden, Landkreis Limburg
- ab 1949: Bundesrepublik Deutschland, Land Hessen, Regierungsbezirk Wiesbaden, Landkreis Limburg
- ab 1968: Bundesrepublik Deutschland, Land Hessen, Regierungsbezirk Darmstadt, Landkreis Limburg
- ab 1974: Bundesrepublik Deutschland, Land Hessen, Regierungsbezirk Darmstadt, Landkreis Limburg-Weilburg, Stadt Bad Camberg[Anm. 8]
- ab 1981: Bundesrepublik Deutschland, Land Hessen, Regierungsbezirk Gießen, Landkreis Limburg-Weilburg, Stadt Bad Camberg

## Bevölkerung

### Einwohnerentwicklung
| Schwickershausen: Einwohnerzahlen von 1834 bis 2019 | Schwickershausen: Einwohnerzahlen von 1834 bis 2019 | Schwickershausen: Einwohnerzahlen von 1834 bis 2019 | Schwickershausen: Einwohnerzahlen von 1834 bis 2019 | Schwickershausen: Einwohnerzahlen von 1834 bis 2019 |
| --- | --------------------------------------------------- | --------------------------------------------------- | --------------------------------------------------- | --------------------------------------------------- |
| Jahr |                                                     |                                                     |                                                     | Einwohner                                           |
| 1834 | 1834                                                |                                                     | 301                                                 | 301                                                 |
| 1840 | 1840                                                |                                                     | 304                                                 | 304                                                 |
| 1846 | 1846                                                |                                                     | 323                                                 | 323                                                 |
| 1852 | 1852                                                |                                                     | 390                                                 | 390                                                 |
| 1858 | 1858                                                |                                                     | 464                                                 | 464                                                 |
| 1864 | 1864                                                |                                                     | 384                                                 | 384                                                 |
| 1871 | 1871                                                |                                                     | 326                                                 | 326                                                 |
| 1875 | 1875                                                |                                                     | 370                                                 | 370                                                 |
| 1885 | 1885                                                |                                                     | 363                                                 | 363                                                 |
| 1895 | 1895                                                |                                                     | 331                                                 | 331                                                 |
| 1905 | 1905                                                |                                                     | 324                                                 | 324                                                 |
| 1910 | 1910                                                |                                                     | 332                                                 | 332                                                 |
| 1925 | 1925                                                |                                                     | 330                                                 | 330                                                 |
| 1939 | 1939                                                |                                                     | 313                                                 | 313                                                 |
| 1946 | 1946                                                |                                                     | 509                                                 | 509                                                 |
| 1950 | 1950                                                |                                                     | 468                                                 | 468                                                 |
| 1956 | 1956                                                |                                                     | 376                                                 | 376                                                 |
| 1961 | 1961                                                |                                                     | 369                                                 | 369                                                 |
| 1967 | 1967                                                |                                                     | 435                                                 | 435                                                 |
| 1970 | 1970                                                |                                                     | 465                                                 | 465                                                 |
| 1987 | 1987                                                |                                                     | 536                                                 | 536                                                 |
| 1998 | 1998                                                |                                                     | 553                                                 | 553                                                 |
| 2005 | 2005                                                |                                                     | 585                                                 | 585                                                 |
| 2011 | 2011                                                |                                                     | 567                                                 | 567                                                 |
| 2016 | 2016                                                |                                                     | 565                                                 | 565                                                 |
| 2019 | 2019                                                |                                                     | 567                                                 | 567                                                 |
| Datenquelle: Historisches Gemeindeverzeichnis für Hessen: Die Bevölkerung der Gemeinden 1834 bis 1967. Wiesbaden: Hessisches Statistisches Landesamt, 1968. Weitere Quellen: LAGIS; ab 1970: Stadt Camberg; Zensus 2011 |                                                     |                                                     |                                                     |                                                     |

### Einwohnerstruktur 2011
Nach den Erhebungen des Zensus 2011 lebten am Stichtag dem 9. Mai 2011 in Schwickershausen 565 Einwohner. Darunter waren 18 (3,2 %) Ausländer. Nach dem Lebensalter waren 102 Einwohner unter 18 Jahren, 237 zwischen 18 und 49, 114 zwischen 50 und 64 und 114 Einwohner waren älter. Die Einwohner lebten in 249 Haushalten. Davon waren 66 Singlehaushalte, 84 Paare ohne Kinder und 72 Paare mit Kindern, sowie 18 Alleinerziehende und 6 Wohngemeinschaften. In 48 Haushalten lebten ausschließlich Senioren und in 168 Haushaltungen lebten keine Senioren.

### Historische Religionszugehörigkeit
| • 1885: | 03 (= 0,83 %) evangelische, 360 (= 99,17 %) katholische Einwohner |
| • 1961: | 33 evangelische (= 8,94 %), 336 katholische (= 91,06 %) Einwohner |

## Religion
In Schwickershausen befindet sich die katholische Pfarrkirche St. Georg, die zum Bistum Limburg gehört.

## Politik
Für Schwickershausen besteht ein Ortsbezirke (Gebiet der ehemaligen Gemeinde Schwickershausen) mit Ortsbeirat und Ortsvorsteher, nach Maßgabe der §§ 81 und 82 HGO und des Kommunalwahlgesetzes in der jeweils gültigen Fassung gebildet. Bei der Kommunalwahl in Hessen 2021 wurde kein Ortsbeirat für  Schwickershausen gebildet.

## Kultur und Sehenswürdigkeiten

### Vereine
Schwickershausen verfügt neben der Freiwilligen Feuerwehr e. V. über einen eigenen Karnevalsverein, den Carnevalsverein Schwickershausen, und mit dem TuS Grün-Weiß Schwickershausen auch über einen eigenen Sportverein. Im Stadtteil befindet sich das Schwicki-Theater. Ferner besteht der Gesangverein „Liederkranz 1885“ und der „Kulturkreis Schwickershausen“.
- Der TuS Grün-Weiß Schwickershausen hat derzeit drei Abteilungen (Tischtennis, Frauenturnen und Fußball). Der Verein wurde 1970 gegründet um die Tradition des 1912 gegründeten Turnvereins Einigkeit fortzuführen. Der Verein verfügt über einen Sportplatz und ein im Jahr 1978 errichtetes Sportheim.

- Das Schwicki-Theater zeigt seit 1991 Komödien. Es handelt sich um ein Amateurtheater, welches Mitglied des Landesverbandes Hessischer Amateurbühnen e. V. ist.

- Gesangverein Liederkranz 1885, gegründet 1885, Träger der Zelterplakette, bestehend aus drei Chören, nämlich einem gemischten Chor, der sich der Kirchenmusik verschrieben hat, einem Kinderchor (gegründet 1987) und einem Projektchor, der als Gospelchor fungiert und sich Anfang 2006 zusammengefunden hat. Der Verein ist Träger des Kulturpreises der Stadt Bad Camberg des Jahres 2004/2005.

- Die Lebenskünstler Schwickershausen e. V., gegründet 2008, verfolgt das Ziel der Erfassung der Dorfgeschichte, der Pflege und Dokumentation der einheimischen Mundart. Auch die Erhaltung und Pflege der Streuobstbestände sowie die Verkostung der aus diesen Beständen gewonnenen Produkte gehört zu den Aufgaben. Der Verein verfügt über ein eigenes Gelände am östlichen Rand des Dorfes, auf dem verschiedene Streuobstsorten angepflanzt werden.

### Sehenswertes

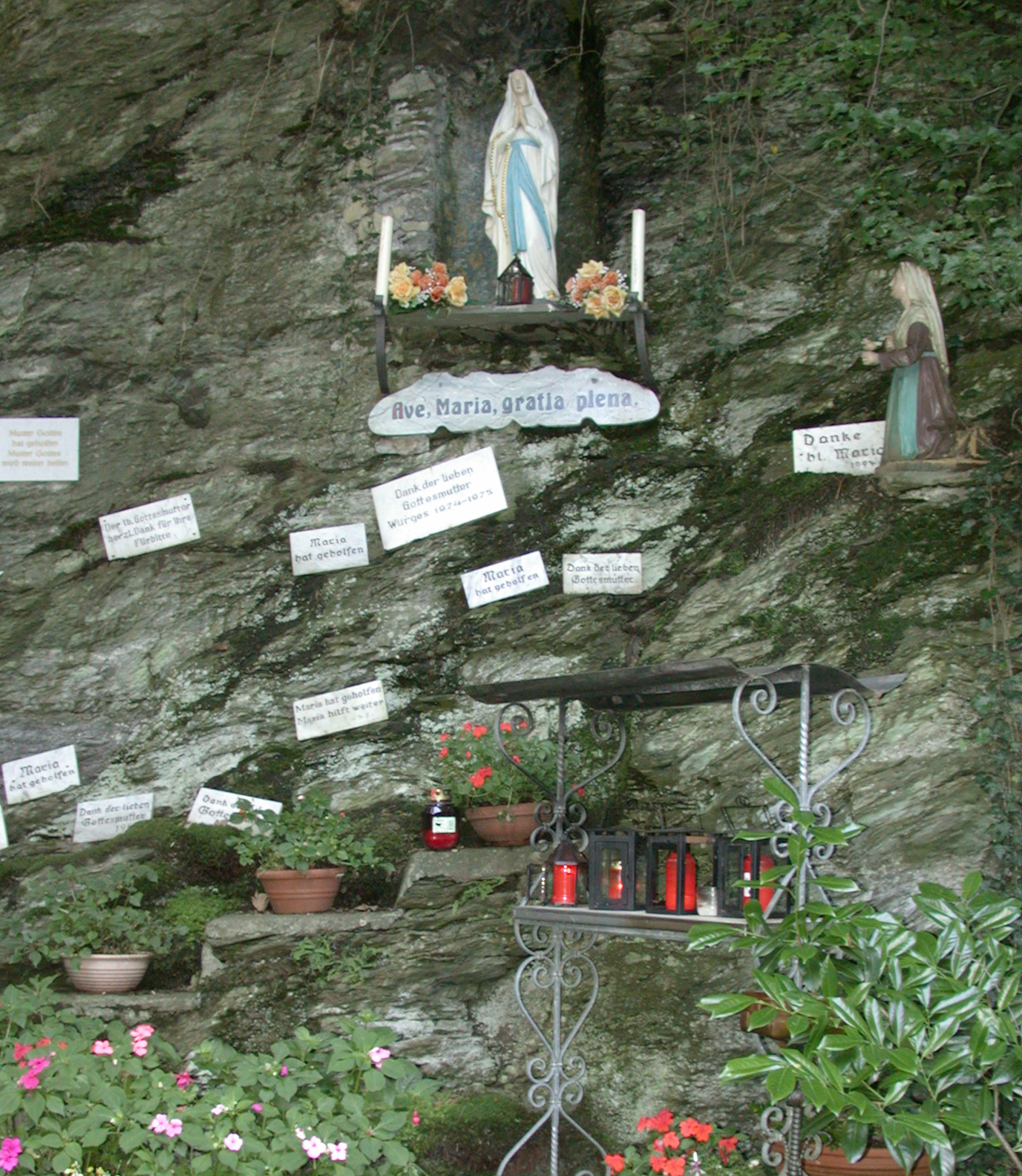
Mariengrotte am Dombach

Südwestlich von Schwickershausen, allerdings auf Bad Camberger Gemarkung, befindet sich die 1681/83 erbaute Kreuzkapelle, eine frühbarocke Wallfahrtskirche. Sehenswert sind ferner die Schwickershäuser Mühle, das Feldkreuz, die alte Schule und die Pfarrkirche St. Georg. An der Stelle der Kirche stand spätestens 1337 eine Kapelle. Für 1526 ist das Georgs-Patronat verbürgt. 1787 wurde die jetzige Kirche im barocken Stil erbaut. 1965 erfolgte ein Anbau an der westlichen Seite, und 2001 eine Sanierung. Die Wallfahrt zur nahe gelegenen Mariengrotte am Ufer des Dombachs ist seit 1785 verbürgt.

## Infrastruktur
Der abwehrende Brandschutz und die allgemeine Hilfe des Ortes wird seit ihrer Gründung im Jahr 1957 durch die Freiwillige Feuerwehr Schwickershausen, die ab dem 10. November 1973 eine Jugendfeuerwehr führt, sichergestellt.